# Armoiries du Liberia
Les armoiries du Liberia sont une version modifiées de celles de 1847. Ses symboles montrent l'histoire du pays. Le navire symbolise les bateaux qui ont introduit les esclaves affranchis des États-Unis au Liberia. Les outils représentent le travail qui a fait prospérer le pays. Le soleil représente la liberté, que la colombe disperse dans le monde. Sur le blason, en anglais on peut lire la devise officielle du pays : “The love of liberty brought us here” (L'amour de la liberté nous a amenés ici). Sous le blason, le nom officiel du pays : “Republic of Liberia” (République du Liberia). 